# رود سولاندا
رود سولاندا (انگلیسی: Sulanda) یک رودخانه در استان آرخانگلسک کشور روسیه است.